# Епителско ткиво
Епително ткиво (епителско ткиво, епител) једно је од четири основне врсте ткива. Састоји се од великог броја густо збијених и међусобно повезаних епителских ћелија тако да садрже малу количину међућелијске супстанце и формирају континуирани слој. Својим базалним делом ћелије леже на базалној ламини подепителској ламини, плочастој структури коју сачињава ванћелијски матрикс. Покривају површину тела и унутрашњих органа, телесне шупљине, изводне канале ... Епителско ткиво се састоји од ћелија епитела. Епители су изграђени од ћелија које воде порекло од сва три клицина листа. У изградњи епитела, сем веома ретких изузетака никада не учествују крвни судови те се размена хранљивих материја и гасова врши посредно - преко везивног ткива које се налази између крвног капилара и епитела.
Постоје три главна облика епителних ћелија: сквамозни (љускасти), стубасти и коцкасти. Оне могу бити распоређене у јединствени слој ћелија као једноставан епител, било једноставан сквамозни, једноставан стубасти или једноставан коцкасти, или у слојеве од две или више ћелија дубоко као слојевити (слојевити), или сложени, било сквамозни, стубасти или коцкасти. У неким ткивима, слој колонастих ћелија може изгледати као слојевит због постављања језгара. Ова врста ткива се назива псеудостратификована. Све жлезде се састоје од епителних ћелија. Функције епителних ћелија укључују дифузију, филтрацију, секрецију, селективну апсорпцију, клијање и трансћелијски транспорт. Сложени епител има заштитне функције.

## Класификација епитела
Нека епителска ткива су саграђена од једног слоја ћелија истог облика и функције и она се називају једнослојни епител, док су друга саграђена од ћелија које су распоређене у више слојева. Ова ткива се називају вишеслојни епител.

### Једнослојни епители
Једнослојни епител може да буде различитог облика, у зависности од функције коју обавља, па се тако разликују: љуспаст (плочаст) епител, изграђен је од истоврсних ћелија чија је ширина много већа од висине; коцкаст епител, кога образују ћелије приближно једнаке ширине и висине; цилиндричан епител (високо призматични), граде ћелије чија је висина знатно већа од ширине. Посебну групу једнослојних епитела представља тзв. лажно вишеслојан (псеудостратификован) епител. Састоји се од цилиндричних ћелија различитих и по морфологији (облик ћелије, облик и висина једра) и по функцијама па добија, посматран светлосним микроскопом, изглед вишеслојног епитела. Ако су ћелије снабдевене трепљама онда се говори о трепљастим лажно вишеслојним епителима.
Једноставан епител је један слој ћелија при чему је свака ћелија у директном контакту са базалном мембраном која га одваја од основног везивног ткива. Генерално, налази се тамо где долази до апсорпције и филтрације. Танкоћа епителне баријере олакшава ове процесе. Уопштено говорећи, епителна ткива се класификују према броју њихових слојева и према облику и функцији ћелија. Основни типови ћелија су сквамозне, кубоидне и стубасте, класификоване по свом облику.
| Тип                  | Опис |
| -------------------- | --- |
| Сквамозне            | Сквамозне ћелије имају изглед танких, равних плоча које могу изгледати полигонално када се гледају одозго. Њихово име потиче од squāma, латинског за „љуска” - као на кожи рибе или змије. Ћелије се блиско уклапају у ткива, обезбеђујући глатку површину са малим трењем преко које се течности могу лако кретати. Облик језгра обично одговара облику ћелије и помаже да се идентификује типови епитела. Сквамозне ћелије имају тенденцију да поседују хоризонтално спљоштена, скоро овална језгра због танког, спљоштеног облика ћелије. Плочасти епител се налази на површини облога као што су кожа или алвеоле у плућима, омогућавајући једноставну пасивну дифузију као што се такође налази у алвеоларном епителу у плућима. Специјализовани сквамозни епител такође формира облоге шупљина као што су у крвним судовима (као ендотел), у перикарду (као мезотел) и у другим телесним шупљинама. |
| Кубоидне             | Кубоидне епителне ћелије имају облик коцке и изгледају квадратно у попречном пресеку. Ћелијско језгро је велико, сферично и налази се у центру ћелије. Кубоидни епител се обично налази у секреционом ткиву као што су егзокрине жлезде, или у апсорпционом ткиву као што је панкреас, облози бубрежних тубула, као и у каналима жлезда. Заметни епител који покрива женски јајник и герминални епител који облаже зидове семенских тубула у тестисима су такође кубоидног типа. Кубоидне ћелије пружају заштиту и могу бити активне у пумпању материјала у или из лумена, или пасивне у зависности од њихове локације и специјализације. Једноставан кубоидни епител се обично диференцира да би формирао секреторне и каналне делове жлезда. Стратификовани кубоидни епител штити области као што су канали знојних жлезда, млечних жлезда и пљувачних жлезда. |
| Колумнасте           | Колумнасте епителне ћелије су издужене и у облику стуба, и имају висину која је најмање четири пута већа од ширине. Њихова једра су издужена и обично се налазе близу основе ћелија. Колумнарни епител формира слузницу желуца и црева. Ћелије овде могу поседовати микроресице за максимизирање површине за апсорпцију, а ове микроресице могу да формирају ивицу четкице. Друге ћелије могу бити цилијарне тако да померају слуз у функцији мукоцилијарног клиренса. Друге цилијарне ћелије налазе се у јајоводима, материци и централном каналу кичмене мождине. Неке стубасте ћелије су специјализоване за сензорни пријем као што су нос, уши и луковице укуса. Ћелије длаке у унутрашњим ушима имају стереоцилије које су сличне микровилима. Пехарасте ћелије су модификоване колонасте ћелије и налазе се између колонастих епителних ћелија дуоденума. Оне луче слуз, која делује као мазиво. Једнослојни стубасти епител без трепетљика обично указује на апсорпциону функцију. Слојевити стубаст епител је реткост, али се налази у лобарним каналима у пљувачним жлездама, оку, ждрелу и полним органима. Састоји се од слоја ћелија који почива на најмање још једном слоју епителних ћелија, који може бити сквамоазн, коцкаст или стубаст. |
| Псеудостратификоване | Ово су једноставне стубасте епителне ћелије чија се језгра појављују на различитим висинама, дајући погрешан (отуда „псеудо“) утисак да је епител слојевит када се ћелије посматрају у попречном пресеку. Цилијарне псеудостратификоване епителне ћелије имају цилије. Цилије су способне за енергетски зависан пулсирајући удар у одређеном правцу кроз интеракцију микротубула цитоскелета и повезивање структурних протеина и ензима. У респираторном тракту, ефекат таласања који се производи узрокује да слуз коју локално луче пехарасте ћелије (за подмазивање и заробљавање патогена и честица) тече у том правцу (обично ван тела). Цилијарни епител се налази у дисајним путевима (нос, бронхије), али се такође налази у материци и јајоводима, где цилије покрећу јајну ћелију до материце. |

По слоју, епител се класификује или као једноставан епител, дебљине само једне ћелије (једнослојни), или слојевити епител са две или више ћелија у дебљини, или вишеслојни - као слојевити сквамозни епител, слојевити кубоидни епител и слојевити стубасти епител,‍:94, 97 и оба типа слојева могу бити састављена од било ког облика ћелије. Међутим, када се у попречном пресеку посматрају више једноставне стубасте епителне ћелије које показују неколико језгара које се појављују на различитим висинама, оне се могу помешати са слојевитим епителима. Ова врста епитела се стога описује као псеудостратификовани стубасти епител.
Прелазни епител има ћелије које могу да се мењају од сквамозних до кубоидних, у зависности од количине напетости на епителу.

### Вишеслојни епители
Вишеслојни епители су образовани од већег броја слојева ћелија наслаганих један на други при чему је најдубљи (почетни) слој у контакту са подепителском ламином. Слојеви ћелија се међусобно разликују по облику. Према облику ћелије деле се на: плочасте, коцкасте и цилиндричне. Посебан тип вишеслојног епитела у коме долази до промене висине и наизглед и броја слојева ћелија у зависности од физиолошког стања органа, назива се прелазни епител или уротел пошто се налази само у неким деловима мокраћног система.
Стратификовани или сложени епител се разликује од једноставног епитела по томе што је вишеслојан. Стога се налази тамо где облоге тела морају да издрже механичке или хемијске повреде, тако да се слојеви могу абрадирати и изгубити без излагања субепителних слојева. Ћелије се спљоштавају како слојеви постају апикални, иако у својим базалним слојевима, ћелије могу бити сквамозне, коцкасте или стубасте.
Стратификовани епител (колонастог, кубоидног или сквамозног типа) може имати следеће специјализације:
| Опис               | специјализације |
| ------------------ | --- |
| Кератинизовани     | У овом конкретном случају, апикални слојеви (спољашњи) ћелија су мртви и губе своје језгро и цитоплазму, уместо тога садрже чврст, отпоран протеин који се зове кератин. Ова специјализација чини епител донекле водоотпорним, тако да се налази у кожи сисара. Облога једњака је пример некератинизованог или „влажног“ слојевитог епитела. |
| Паракератинизовани | У овом случају, апикални слојеви ћелија су испуњени кератином, али и даље задржавају своје једро. Ова једра су пикнотична, што значи да су високо кондензована. Паракератинизовани епител се понекад налази у оралној слузокожи и у горњим пределима једњака.                                                                                |
| Прелазни           | Прелазни епител се налази у ткивима која се растежу и може изгледати као слојевито коцкаст када је ткиво опуштено, или слојевито сквамозан када се орган и ткиво растеже. Понекад се назива уротелијум јер се скоро искључиво налази у бешици, уретерима и уретри.                                                                           |

### Класификација према функцији
На основу функције коју обављају у организму епители се могу поделити на:
- покровне (заштитне) који се према структури деле на једнослојне, лажно вишеслојне и вишеслојне;
- жлездане (секреционе)
- неуроепителе
- клицине (репродуктивне), граде их ћелије семеника и јајника
- апсорпционе, који на вршној површини имају микроресице
- респираторне (пнеумоцити)
- чулне (сензитивне)

Кроз ову класификацију истовремено су наведене и улоге које различити типови епитела обављају у организму.

## Структура
Ћелије епителног ткива могу да поприме облике различите сложености од полиедарских преко скутоидних до пунакоидних.  Чврсто су збијене и формирају непрекидан лист на коме готово да нема међућелијских простора. Сав епител је обично одвојен од основних ткива екстрацелуларном фиброзном базалном мембраном. Облоге уста, плућних алвеола и бубрежних тубула су направљене од епителног ткива. Облога крвних и лимфних судова је од специјализованог облика епитела који се назива ендотел.

### Локација
Епител облаже спољашње (кожу) и унутрашње шупљине и лумине тела. Спољни слој људске коже се састоји од мртвих слојевитих плочастих, кератинизованих епителних ћелија.
Ткива која облажу унутрашњост уста, једњака, вагине и дела ректума су састављена од некатинизованог слојевитог сквамозног епитела. Друге површине које одвајају телесне шупљине од спољашњег окружења обложене су једноставним плочастим, стубастим или псеудостратификованим епителним ћелијама. Друге епителне ћелије облажу унутрашњост плућа, гастроинтестинални тракт, репродуктивни и уринарни тракт и чине егзокрине и ендокрине жлезде. Спољна површина рожњаче је прекривена брзорастућим, лако регенерисаним епителним ћелијама. Специјализовани облик епитела, ендотел, формира унутрашњу облогу крвних судова и срца, и познат је као васкуларни ендотел, а облагање лимфних судова као лимфни ендотел. Други тип, мезотелијум, формира зидове перикарда, плеуре и перитонеума.
Код зглавкара, интегумент, или спољашња „кожа“, састоји се од једног слоја епителног ектодерма из којег настаје кутикула, спољни омотач од хитина, чија крутост варира у зависности од његовог хемијског састава.

### Базална мембрана
Базална површина епителног ткива лежи на базалној мембрани, а слободна/апикална површина је окренута према телесној течности или споља. Базална мембрана делује као скела на којој епител може да расте и регенерише се након повреда. Епително ткиво има нервно снабдевање, али нема снабдевање крвљу и мора се хранити супстанцама које дифундују из крвних судова у ткиву испод. Базална мембрана делује као селективно пропусна мембрана која одређује које супстанце ће моћи да уђу у епител.‍:3
Базална ламина се састоји од ламинина (гликопротеина) који луче епителне ћелије. Ретикуларна ламина испод базалне ламине састоји се од колагенских протеина које лучи везивно ткиво.

### Ћелијски спојеви
Ћелијски спојеви су посебно изобилни у епителним ткивима. Састоје се од протеинских комплекса и обезбеђују контакт између суседних ћелија, између ћелије и екстрацелуларног матрикса, или изграђују параћелијску баријеру епитела и контролишу параћелијски транспорт.
Ћелијски спојеви су контактне тачке између мембране плазме и ћелија ткива. Постоји углавном 5 различитих типова ћелијских спојева: чврсти спојеви, адхеренсни спојеви, дезмозоми, хемидесмозоми и празнински. Чврсти спојеви су пар транс-мембранских протеина спојених на спољашњој плазма мембрани. Адхеренски спојеви су плак (протеински слој на унутрашњој плазма мембрани) који причвршћује микрофиламенте обе ћелије. Дезмозоми се везују за микрофиламенте цитоскелета који се састоји од протеина кератина. Хемидесмозоми личе на дезмозоме на пресеку. Састоје се од интегрина (трансмембранског протеина) уместо кадхерина. Они причвршћују епителну ћелију на базалну мембрану. Гап спојеви повезују цитоплазму две ћелије и састоје се од протеина који се називају конексини (од којих се шест спаја да формира везу).

### Развиће
Епителна ткива су изведена из свих ембриолошких слојева клица:
- из ектодерма (нпр. покожица);
- из ендодерма (нпр. слузнице гастроинтестиналног тракта);
- из мезодерма (нпр. унутрашње облоге телесних шупљина).

Међутим, патолози не сматрају да су ендотел и мезотел (обоје изведени из мезодерма) прави епител. То је зато што таква ткива представљају веома различиту патологију. Из тог разлога, патолози означавају канцере у саркомима ендотела и мезотела, док се прави епителни карцери називају карциноми. Поред тога, филаменти који подржавају ова ткива изведена из мезодерма су веома различити. Изван области патологије, опште је прихваћено да епител настаје из сва три слоја клица.

### Промет ћелија
Епител обнавља неким од најбржих стопа у телу. Да би епителни слојеви одржавали константан број ћелија неопходан за њихове функције, број ћелија које се деле мора да одговара онима које умиру. Они то чине механички. Ако има премало ћелија, истезање које оне доживљавају брзо активира ћелијску деобу. Алтернативно, када се акумулира превише ћелија, нагомилавање изазива њихову смрт активацијом екструзије епителних ћелија. Овде се ћелије које су предодређене за елиминацију неприметно истискују стезањем траке актина и миозина око и испод ћелије, спречавајући стварање празнина које би могле да поремете њихове баријере. Ако се то не уради, може доћи до агресивних тумора и њихове инвазије аберантном екструзијом базалних ћелија.

### Покожица
Покожица (епидермис) покрива површину тела. Код бескичмењака је једнослојна и покривена кутикулом. Покожица кичмењака је вишеслојна при чему долази до орожњавања површинских слојева.
Рожна материја која испуњава ове ћелије може да гради различите творевине:
- крљушти
- перје,
- нокте,
- длаку
- копита и друге

### Ендотел
Ендотел је врста епитела који облаже унутрашње површине телесних дупљи и крвних судова.

### Жлездани епител
Епителске ћелије које стварају неки производ (слуз, ензиме, хормоне...) и процесом егзоцитозе га избацују у ванћелијску средину називају се жлездане (секреторне) ћелије. Жлездане ћелије образују жлездане епителе који заједно са другим ткивима граде жлезде.
Према типу секреције разликују се два основна типа жлезди:
- ендокрине (код кичмењака су добро развијене тако да граде читав систем) и
- егзокрине.
  - пљувачне,
  - знојне,
  - лојне,
  - млечне итд.

Међутим, има и жлезда које имају истовремено обе функције (нпр. јетра, панкреас, полне жлезде човека). Жлездане ћелије неких кичмењака (нпр. рибе) јављају се као појединачне и означавају се као пехарасте жлезде.

## Функције
Епителна ткива имају као своје примарне функције:
- да заштите ткива која се налазе испод од зрачења, исушивања, токсина, инвазије патогена и физичке трауме
- регулација и размена хемикалија између основних ткива и телесне шупљине
- лучење хормона у циркулаторни систем, као и лучење зноја, слузи, ензима и других производа који се испоручују каналима[8]‍:91
- пружање сензација[24]
- Апсорбовање воде и варене храну у слузокожи дигестивног канала.

### Ткиво жлезде
Гландуларно ткиво је тип епитела који формира жлезде путем савијања епитела и накнадног раста у основном везивном ткиву. То могу бити специјализована стубна или кубоидна ткива која се састоје од пехарастих ћелија, које луче слуз. Постоје две главне класификације жлезда: ендокрине жлезде и егзокрине жлезде:
- Ендокрине жлезде луче свој производ у екстрацелуларни простор где га брзо преузима циркулаторни систем.
- Егзокрине жлезде излучују своје производе у канал који затим испоручује производ у лумен органа или на слободну површину епитела. Њихови секрети укључују сузе, пљувачку, уље (себум), ензиме, пробавне сокове, зној итд.

### Осећај екстрацелуларног окружења
Неке епителне ћелије су трепљасте, посебно у респираторном епителу, и обично постоје као слој поларизованих ћелија које формирају цев или тубул са цилијама које излазе у лумен. Примарне цилије на епителним ћелијама обезбеђују хемосензацију, термоцепцију и механосензацију ванћелијског окружења играњем сензорне улоге посредовања специфичних сигналних знакова, укључујући растворљиве факторе у спољашњој ћелијској средини, секреторне улоге у којима се растворљиви протеин ослобађа да би имао ефекат низводно од тока течности, и посредовање протока течности ако су цилије покретне.

### Имуни одговор домаћина
Епителне ћелије изражавају многе гене који кодирају имунске медијаторе и протеине укључене у комуникацију ћелија-ћелија са хематопоетским имуним ћелијама. Резултирајуће имунолошке функције ових нехематопоетских, структурних ћелија доприносе имунолошком систему сисара („структурални имунитет“). Релевантни аспекти одговора епителних ћелија на инфекције су кодирани у епигеному ових ћелија, што омогућава брз одговор на имунолошке изазове.

## Клинички значај
Слајд приказује (1) епителну ћелију инфицирану са Chlamydia pneumoniae; њихова инклузиона тела приказана на (3); неинфицирана ћелија приказана на (2) и (4) која показује разлику између инфицираног и неинфицираног ћелијског језгра.
Епител који се узгаја у култури може се идентификовати испитивањем његових морфолошких карактеристика. Епителне ћелије имају тенденцију да се групишу и имају „карактеристичан уски изглед налик на тротоар“. Али то није увек случај, на пример када су ћелије изведене из тумора. У овим случајевима често је потребно користити одређене биохемијске маркере да би се извршила позитивна идентификација. Протеини средњег филамента у групи цитокератина се скоро искључиво налазе у епителним ћелијама, те се често користе у ту сврху.‍:9
Канцери који потичу из епитела класификовани су као карциноми. Насупрот томе, саркоми се развијају у везивном ткиву.
Када се епителне ћелије или ткива оштете од цистичне фиброзе, оштећују се и знојне жлезде.